# Niourba
Niourba (en russe : Нюрба) est une ville de la république de Sakha (ancienne Iakoutie), en Russie. Sa population s'élevait à 9 850 habitants en 2017.

## Géographie
Niourba est située en Sibérie, dans la plaine centrale de Iakoutie, à 603 km au nord-ouest de Iakoutsk et à 4 322 km à l'est de Moscou. Elle s'étend au bord de la rivière Viliouï, un affluent droit de la Léna.

## Histoire
La ville a été créée en 1930. Dans les années 1950, elle servit de base pour la prospection des gisements de diamants situés en Iakoutie. En 1958, elle acquit le statut de commune urbaine, puis en 1998 celui de ville.

## Population
Recensements (*) ou estimations de la population
| 1939* | 1959* | 1970*  | 1979*  | 1989*  | 2002*  |
| ----- | ----- | ------ | ------ | ------ | ------ |
| 2 000 | 6 612 | 10 044 | 22 647 | 11 934 | 10 309 |

| 2010*  | 2013  | 2014  | 2015  | 2016  | 2017  |
| ------ | ----- | ----- | ----- | ----- | ----- |
| 10 157 | 9 915 | 9 952 | 9 908 | 9 918 | 9 850 |

## Transports
Niourba possède un aéroport et un port de débarquement sur la Viliouï.